# Sárgarigó
A sárgarigó, régiesen aranymálinkó; (Oriolus oriolus) a madarak (Aves) osztályának a verébalakúak (Passeriformes) rendjébe, ezen belül a sárgarigófélék (Oriolidae) családjába tartozó faj. A Magyar Madártani és Természetvédelmi Egyesület 2002-ben „Az év madarává” választotta.

## Előfordulása
Egész Európában és Nyugat-Ázsiában előfordul. A természetes élőhelye ligetekben, ártéri erdőkben, parkokban és kultúrtájakon van.

## Alfajai
- Oriolus oriolus oriolus – Európa és Nyugat-Ázsia Indiáig
- Oriolus oriolus kundoo – Közép-Ázsia, Indiától keletre; manapság önálló fajnak számít Oriolus kundoo (Sykes, 1832) néven

## Megjelenése
Testhossza 24 centiméter, szárnyfesztávolsága 44-47 centiméter, testtömege 56-79 gramm.
Csőre vörös, szárnya, farka vége fekete, a hím testének többi része aranysárga, a tojó alul szürkés, finoman mintázott. A fiókák a tojóhoz hasonlítanak. Élénk színezete ellenére a lombkoronában nem könnyű észrevenni. A hímek jellegzetes flótázó énekéről (a népnyelv szerint "huncut a bíró") vagy éles kiáltásuk ("ksréék") nyomán szerezhetünk tudomást róluk.
Mindig igyekszik észrevétlen maradni. Óvatos, vad és nyugtalan madár. Fajtársaival állandóan marakodik és kergetődzik, de más madarakkal is.
|  |  |

## Életmódja
Rovarokat, főleg hernyókat, lepkéket fogyaszt, gyümölcsérés idején a cseresznyét és a bogyókat pusztítja. A rovarok fogyasztásával hasznot hajt, de a gyümölcsösökben néha nagy károkat okoz.
Trópusi rokonai között nektárfogyasztók is vannak.

## Szaporodása
Kosárszerű fészkét mesterien szövi lombos fák ágvillájába. Csak a peremet erősíti az ágvillába, a fészek egésze az ág alatt található. Fészkét fűből építi, de gyakran felhasználja a szőlőkötözéshez használt műanyag rafiát (tejeszacskó-csíkot) is. Fészekalja 3-6 darab, piszkosfehér alapon szabályos fekete foltos tojásból áll. A kikelésükkor a majdnem teljesen csupasz és vak fiókákat a szülőpár együtt táplálja.
|  |

## Kárpát-medencei előfordulása
Rendszeres fészkelő, a Kárpát-medencébe a vonuló madarak közül legutolsóként, májusban érkezik és augusztus végén, szeptember elején már távozik is. Hosszútávú vonuló, az év nagyobb részét Afrikában tölti, még Madagaszkárra is eljut.

## Védettsége
Magyarországon védett fajnak számít, pénzbeli értéke 25 000 Ft.